# Kasr az-Zib
Kasr az-Zib – wieś w Syrii, w muhafazie Al-Hasaka. W 2004 roku liczyła 881 mieszkańców.